# واسا (حوزه انتخاباتی پارلمانی)
واسا (فنلاندی: Vaasa) (به سوئدی: Vasa) یکی از ۱۳ حوزه انتخابی پارلمان فنلاند، قوه مقننه ملی فنلاند، است. این حوزه انتخابیه در سال ۱۹۶۰ با ادغام حوزه‌های انتخابیه استان واسا شمالی و استان واسا جنوبی تأسیس شد. این حوزه با مناطق اوستروبوتنیای مرکزی، اوستروبوتنیا و اوستروبوتنیای جنوبی هم‌مرز است. این حوزه انتخابیه در حال حاضر ۱۶ نفر از ۲۰۰ عضو پارلمان فنلاند را با استفاده از سیستم انتخاباتی نمایندگی تناسبی فهرست حزبی باز انتخاب می‌کند. در انتخابات پارلمانی ۲۰۲۳، این حوزه ۳۶۵,۰۲۷ رأی‌دهنده ثبت‌شده داشت.